# Брайън (окръг, Джорджия)
Окръг Брайън (на английски: Bryan County) е окръг в щата Джорджия, Съединени американски щати. Площта му е 1176 km², а населението - 29 648 души. Административен център е град Пемброук.